# Thomas Burke (vescovo)
Thomas Burke o de Burgo (Dublino, 1709 – Kilkenny, 25 settembre 1776) è stato un vescovo cattolico irlandese.

## Biografia
Ordinato frate domenicano a Roma all'età di 15 anni, il 14 giugno 1724, si divise tra l'Irlanda e l'Italia.
Papa Clemente XIII lo nominò vescovo di Ossory nel 1759, diocesi che guidò fino alla morte.
Uomo estremamente colto, pubblicò diverse opere, la più nota delle quali è Hibernia Dominicana, nel 1762, seguita poi dieci anni dopo da un Supplementum.

## Genealogia episcopale
La genealogia episcopale è:
- Arcivescovo Anthony Blake
- Vescovo Thomas Burke, O.P.